# Tanah Merah (Binjai Selatan)
Tanah Merah is een bestuurslaag in het regentschap Binjai van de provincie Noord-Sumatra, Indonesië. Tanah Merah telt 5743 inwoners (volkstelling 2010).